# Netelia fulvator
Netelia fulvator är en stekelart som beskrevs av Delrio 1971. Netelia fulvator ingår i släktet Netelia och familjen brokparasitsteklar. Inga underarter finns listade i Catalogue of Life.